# パディナパボニカ
パディナ・パヴォニカ(学名：Padina pavonica)はインド洋、大西洋や太平洋、地中海に生息する褐藻である。

## 名称と特徴

### 名称
パディナパボニカは一年草の海藻。秋にしぼみ、次の夏に再び葉を開く。その姿形から「Peacock's Tail(孔雀の尾)」とも呼ばれている。

### 特徴
5～10cmの高さで、湾曲した扇状の羽根のような形をしており、石灰岩を象嵌した花のような外観が特徴。成熟したときには葉がもっと漏斗状になることもある。
色は黄色がかった色をしているが、外側には茶色と緑色の帯のような模様があり、内側は明るいライムグリーン色である。
内面には薄い粘液による薄い層があり、外側の表面には細い毛の線が存在する。

## 分布

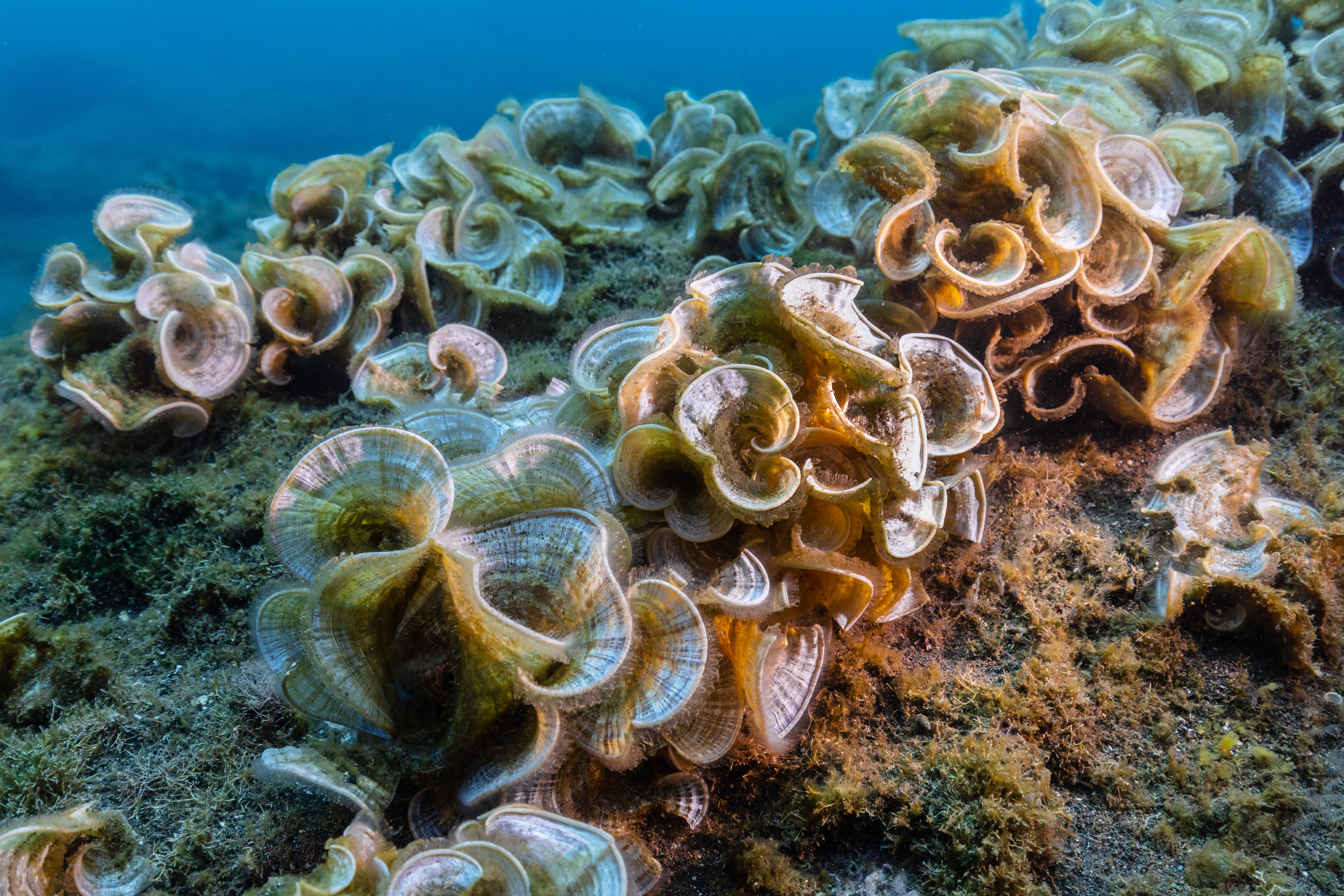
パディナパボニカ、2019年ポルトガル　撮影：Diego Delso

地中海、大西洋と北海、インド洋、カリブ海、イギリス諸島周辺の大西洋、北東モーリタニア、西大西洋、黒海、太平洋とインド洋オーストラリアとフランス領ポリネシアが主な生息地。柔らかい基層からなる岩の多い海岸や、粘土・シルトまたは砂質の堆積物の近くに分布。岩の中盤から岩場まで、光の量に応じて最大20mの深さまでに見られることが多い。
イギリスでは、全国的に希少な種としてBAP(生物多様性行動計画)優先種に指定されている。

## 利用と作用

### 利用
パディナパボニカから単離された抽出物は、ホメオパシー(同種療法・同質療法)薬の治療薬およびシャンプー、局所クリームおよびローション、および経口摂取する錠剤またはカプセルを含むいくつかの化粧用溶液に添加されている。

### 効果についての研究
パディナパボニカの抽出物は皮膚の色調および質感を改善したり、皺を低減することも報告されている。さらに、骨粗鬆症、関節炎などの骨疾患に対する治療においてその使用が見出され、カルシウムベースの食用代用品に使用されている。
パディナパボニカは人間の健康への効果的な作用に加えて、農業にも影響を及ぼす見解も示された。Omezzineなどの研究では、パディナパボニカからのさまざまな物が肥料となり、周囲の土壌の作物の成長と栄養組成を促進すると同時に、潜在的にな真菌の成長を遅らせることが示された。

## 日本での研究と導入事例
スキンケア・化粧品でパディナパボニカ配合の輸入商品が存在する。
食品への活用としては、JFSラボ株式会社(日本食品科学研究所)がフランスのTexinfine社とサプリメントを共同開発している。